# Alexe Poukine
Alexe Poukine (* 14. Mai 1982) ist eine französisch-belgische Filmregisseurin, Drehbuchautorin und Fotografin.

## Karriere
Nach dem Abitur zog Poukine nach Neuseeland, wo sie an der Beaux-Arts School Fotografie studierte. Im Alter von 20 Jahren kehrte Poukine nach Frankreich zurück und begann, Schauspielunterricht zu nehmen sowie Anthropologie und Arabisch zu studieren. 2006 reiste sie nach Jordanien und drehte dort den Dokumentarfilm Petites morts.
Im Jahr 2011 stellte sie ihr Fotoprojekt Un bouquet de houx vert et de bruyère en fleur als Ausstellung und Buch mit gleichem Titel vor.
Ihr Dokumentarfilm Dormir, dormir dans les pierres erzählte die Geschichte zweier Obdachloser. Der 2013 erschienene Film wurde beim Escales Documentaires mit dem Hauptpreis und beim Traces de Vies in Clermont-Ferrand mit dem Prix Regard social ausgezeichnet. Der Film wurde auch vom französischen Staatsfernsehen ausgestrahlt. 2013 begann sie beim Atelier Scenario of La Fèmis in Paris Drehbuch zu studieren.
Im Jahr 2019 erschien ihr Film Sans frapper, in dem es um Vergewaltigung und deren Opfer geht. Dieser Dokumentarfilm erhielt den Jurypreis des Visions du Réel Filmfestival. Der Film wurde beim Magritte in der Kategorie Bester Dokumentarfilm nominiert. Im nächsten Jahr erschien ihr 40-minütiger Kurzfilm Palma, in dem es um eine Familie auf Mallorcaurlaub geht. Ihr Film Sauve qui peut erschien 2024.
Im Jahr 2025 feierte ihr Film Kika feierte bei den Internationalen Filmfestspiele von Cannes 2025 Premiere und wurde dabei für den Kritikerpreis nominiert. Beim Filmfest München ist der Film im Wettbewerb Cinemasters nominiert. Im Film geht es um die Sozialarbeiterin, die durch den plötzlichen Tod ihres Partners aus der Bahn geworfen wird und aus Geldnot zur Sexarbeiterin wird.

## Filmografie (Auswahl)
- 2006: Petites morts
- 2014: Dormir, dormir dans les pierres (Regie)
- 2019: Sans frapper (Regie)
- 2020: Palma (Kurzfilm, Regie, Buch)
- 2024: Sauve qui peut (Regie, Buch)
- 2025: Kika (Regie, Buch)

## Auszeichnungen (Auswahl)
- 2019: Visions du Réel in der Kategorie Bester internationaler Kinofilm für Sans frapper
- 2020: Young Jury Reteena Award des DocsBarcelona für Sans frapper
- 2020: Magritte-Nominierung in der Kategorie Bester Dokumentarfilm für Sans frapper
- 2021: IndieLisboa International Independent Film Festival Besondere Erwähnung beim Kurzfilmwettbewerb für Palma
- 2021: Brive Mid-Length Film Meeting: Hauptpreis und Verleihpreis für Palma
- 2021: Palm Springs International Shortfest in der Kategorie Best of the Festival für Palma
- 2024: Brussels International Film Festival: Publikumspreis und Hauptpreis für Sauve qui peut
- 2024: Cinéma-du-Réel-Nominierung im Hauptwettbewerb für Sauve qui peut
- 2025: Cannes-Nominierung für den Kritikerpreis für Kika
- 2025: Filmfest-München-Nominierung im Wettbewerb Cinemasters für Kika